# Les Buveurs de mondes
Pour le film adapté de la série San-Antonio, voir Sale temps pour les mouches.
Les Buveurs de mondes  est le quatrième tome de la série de bandes dessinées Lanfeust des Étoiles, paru en en décembre 2004. Scénarisée par Christophe Arleston et dessinée par Didier Tarquin, cette série est la suite directe de Lanfeust de Troy.

## Synopsis
Sur Dezunge, Hebus et Cixi tombent aux mains de l'armée et de Thanos, qui enchante Hébus, devenant ainsi à son service. Cixi reste avec Ophredla sur Abraxar, alors que Thanos et Hébus repartent pour Meirrion. Lanfeust et Swiip sont quant à eux, bel et bien transportés sur Abraxar 4 000 ans avant leur ère. Ils rejoignent le temple qui sert de base aux rebelles d'Abraxar dans le présent, qui est alors habité par des indigènes dévoués aux Ghomos, des créatures aquatiques douées de pouvoirs télépathiques et magiques… Un de ces Ghomos appelé M'otha absorbe la totalité des pouvoirs de Lanfeust acquis grâce au Magohamoth. M'otha n'est autre que le Magohamoth lui-même, qui donnera tous les pouvoirs à Lanfeust, des milliers d'années plus-tard…
Malheureusement les Ghomos et Abraxar sont en danger. Le peuple des Pathacelses dérobent l'eau et assèchent des planètes, car leur planète d'origine est en constante déshydratation. M'otha est dans l'obligation de fuir le temple, Lanfeust et Swiip partent à sa recherche, aidés de Qäm, une jeune indigène qui s'est farouchement éprise de Lanfeust.
Dans cette aventure, ils sont aidés par Oho Seth, un agent secret de Meirrion qui a pour mission de réunir des preuves contre les méfaits des Pathacelses. Après une lutte sans merci contre ces voleurs d'eau, Lanfeust (ainsi que Swiip et Qäm) ne peut éviter l'assèchement d'Abraxar. Il se laisse aspirer par les Pathacelses, dans le but de pénétrer leur planète et de récupérer la bactérie Gawlax qu'on ne trouve que là-bas, la seule arme pouvant détruire les Pathacelses,.

## Les secrets de l'album
Ce tome était initialement prévu sous le titre Sale Temps pour les mouches, mais a été renommé Les Buveurs de mondes avant sa première publication.
Arleston fait, comme dans la plupart des BD qu'il écrit, des jeux de mots, des petits jeux ou messages cachés, des allusions ou clins d'œil à la culture télévisuelle, cinématographique ou tout simplement contemporaine :
Page 26 - case 9 : Les paroles de Lanfeust sont une référenceaux shadock. "Et les shadock pompaient pompaient " 
Page 29 - case 9 : Les paroles chantées par Lanfeust sont tirées de la chanson "La mer n'a pas cessé de descendre" de l'album Royaume de Siam de Gérard Manset.
Page 43 - case 3 : Une énigme ou devinette est proposée : on peut lire « Ou est Yves Brunier ? » sur le papier qui dépasse du sac.
Page 44 - case 2, 3, 4 : Réponse dans ces cases, c'est le créateur de Casimir, que l'on aperçoit en compagnie du Marsupilami.
Page 46 - case 1 : OHO Seth donne à Lanfeust un détonateur qui est un clin d'œil aux Poké balls des Pokémon.
Page 48 - case 4 : OHO Seth tient dans sa main un paquet de cigarettes marqué de deux titres de la série James Bond : Demain ne meurt jamais et Octopussy (ainsi qu'une pieuvre).

## Les jeux de mots de l'album
- Anzolho est un clin d’œil à Han Solo
- La planète Glupmed en référence au Club Med
- OHO Seth est une parodie et un clin d'œil au personnage de James Bond.
- Le « Ghomo M'otha » est une anagramme de Magohamoth.

## Publication
- Soleil Productions, décembre 2004,  (ISBN 2-84565-900-8)